# Coppa dell'Imperatore 1961
La Coppa dell'Imperatore 1961 è stata la quarantatreesima edizione della coppa nazionale giapponese di calcio.

## Formula
Rimane invariata la formula degli incontri a eliminazione diretta, con sedici squadre ai nastri di partenza. Nel caso in cui la situazione di parità perduri oltre i tempi supplementari, si ricorre al sorteggio tramite moneta.

## Date
Tutti gli incontri si sono disputati a Fujieda
| Turno            | Data          |               |
| ---------------- | ------------- | ------------- |
| Primo turno      | 4 maggio 1961 |               |
| Quarti di finale | 5 maggio 1961 |               |
| Semifinali       | 6 maggio 1961 |               |
| Finali           | 7 maggio 1961 | 7 maggio 1961 |

## Squadre partecipanti
- Chūō Daigaku (Kantō)
- Furukawa Electric (detentore della manifestazione)
- Hitachi Head Office (Kantō)
- Hokkaido University (Hokkaidō)
- Kansai Daigaku (Kansai)
- Kwansei Gakuin Daigaku (Kansai)
- Nagoya Bank (Tokai)
- Nihon Dunlop (Kansai)

- Rikkyō University
- Sendai Club (Tokai)
- Shida Soccer (Tokai)
- Teijin Matsuyama (Shikoku)
- Toyama Club (Hokuriku)
- Toyo Kogyo (Chūgoku)
- Waseda WMW (Kantō)
- Nippon Steel (Kyūshū)

## Risultati

### Primo turno
| Squadra 1           | Risultato      | Squadra 2              |
| ------------------- | -------------- | ---------------------- |
| Toyo Kogyo          | 5 - 1          | Waseda WMW             |
| Toyama Club         | 2 - 3 (d.t.s.) | Chūō Daigaku           |
| Hitachi Head Office | 3 - 0          | Nagoya Bank            |
| Teijin Matsuyama    | 0 - 7          | Kwansei Gakuin Daigaku |
| Kansai Daigaku      | 0 - 3          | Shida Soccer           |
| Furukawa Electric   | 2 - 1          | Nihon Dunlop           |
| Sendai Club         | 2 - 4          | Rikkyō University      |
| Hokkaido University | 1 - 12         | Nippon Steel           |

### Quarti di finale
| Squadra 1         | Risultato | Squadra 2              |
| ----------------- | --------- | ---------------------- |
| Toyo Kogyo        | 1 - 0     | Hitachi Head Office    |
| Chūō Daigaku      | 2 - 1     | Kwansei Gakuin Daigaku |
| Shida Soccer      | 1 - 3     | Furukawa Electric      |
| Rikkyō University | 1 - 4     | Nippon Steel           |

### Semifinali
| Squadra 1         | Risultato      | Squadra 2    |
| ----------------- | -------------- | ------------ |
| Toyo Kogyo        | 0 - 0 (d.t.s.) | Chūō Daigaku |
| Furukawa Electric | 2 - 1          | Nippon Steel |

### Finale per il primo posto
| Fujieda 7 maggio 1961 | Chūō University | 2 – 3 | Furukawa Electric |  |

### Finale per il terzo posto
| Fujieda 7 maggio 1961 | Toyo Kogyo | 2 – 0 | Yawata Steel |  |